# 财神楼
财神楼，位于宁夏回族自治区固原市原州区过店街，是中华人民共和国宁夏回族自治区文物保护单位之一。
2005年9月15日，授予宁夏回族自治区文物保护单位，是一座近现代重要史迹及代表性建筑。